# Flora Saavedra
Flora Mathilde Saavedra (Paramaribo, 31 december 1884 – Europa, 24 december 1915) was een Surinaams pianist.
Samuels was dochter van de in 1875 gehuwde Henriette Simoni Pos en koopman Alexander Samuel Samuels. In 1911 liet ze officieel haar achternaam wijzigen in Saavedra. Ze is de minder bekende zuster van pianist en componist Dario Saavedra.
Zij kreeg net als haar broer haar muzieklessen van Johannes Nicolaas Helstone. Daarna volgde een studie in Berlijn, onder andere vanaf 1908 bij James Kwast dan werkzaam aan het Klindworth-Scharwenka-conservatorium. In 1909 begeleidde zij haar broer op de voor hem fatale thuisreis aan boor van stoomschip Prins Willem IV. Na de rouwperiode ging ze terug naar Berlijn en studeerde rond 1911 af. Daarna trad ze op in diverse Duitse steden.
Zij maakte enige naam in Amsterdam met haar kamermuziekoptredens in het Concertgebouw (vermoedelijk Kleine Zaal).
Net als haar broer werd ze niet oud; ze overleed op 31-jarige leeftijd. In december 1915 zou ze bij een operatie overleden zijn. Ze werd vervolgens gecremeerd; haar as werd per urn naar Suriname verscheept. 